# Kálmán Szeverényi
Kálmán Szeverényi (Kecskemét, 25 febbraio 1920 – Tata, 22 febbraio 1945) è stato un militare e aviatore ungherese,  asso dell'aviazione da caccia nel corso della seconda guerra mondiale abbattendo individualmente 8 aerei nemici e 4 in collaborazione nel corso di 203 missioni.

## Biografia
Nacque a Kecskemét il 25 febbraio 1920, figlio di János e di Franciska Lipkovics. Frequentò la scuola elementare a Kecskemét-Matkópustán e poi il ginnasio cattolico a Kecskemét, dove conseguì con ottimi voti il diploma di scuola secondaria. Decise quindi di arruolarsi nell'esercito, l'11 ottobre 1939,  e fu assegnato alla Magyar Királyi Honvéd Légierő iniziando a frequentare la Magyar Királyi Horthy Miklós Honvéd Repülőakadémiára di Kassai dove conseguì il brevetto di pilota militare, uscendone nel 1942 con il grado di sottotenente il 6 dicembre 1942. Nel giugno 1943 partì per il fronte orientale assegnato al reparto da caccia 5/2 partecipando a 151 missioni di combattimento fino al 31 dicembre 1944.
Partecipò alle operazioni belliche nel corso della battaglia di Kursk, e conseguì la sua prima vittoria il 7 ottobre 1943 nel settore del Dniepr abbattendo un caccia sovietico Lavochkin La-5, e l'ultima il 21 febbraio 1945 quando abbatté un bombardiere quadrimotore Boeing B-17G Flying Fortress
Il 22 febbraio 1945, 8 aerei Messerschmitt Bf 109G delle unità 101/7 e 101/8 decollarono per una missione di combattimento agli ordini del tenente Kálmán Severényi. Successivamente ci fu un combattimento contro alcuni caccia Yakovlev tra le 16:30 e le 16:50, e il suo aereo venne colpito ed atterrò in emergenza sulla superficie di un lago ghiacciato 600 metri a nord di Tata. Dopo aver strisciato per 50-60 metri, l'ala si staccò e la fusoliera si spezzò in due.
Non appena gli altri piloti atterrarono sull'aeroporto di Veszprém, partì subito per la zona dell'incidente un'ambulanza della Croce Rossa con a bordo il tenente Galánffy e il capo meccanico János Domonkos, arrivandovi verso le 20:00. Non potendo avvicinarsi all'aereo Domonkos si legò una corda alla cintura del suo compagno e camminando sul ghiaccio, arrivò ai resti del velivolo non trovando però il pilota. Le cinghie delle cinture di sicurezza erano tagliate, e sul sedile di pilotaggio si vedevano brandelli della giacca di volo imbottita e tracce di sangue, mentre a causa dell'impatto il cruscotto era stato spinto all'indietro. Alcune persone li informarono che mezz'ora dopo l'impatto alcuni soldati tedeschi avevano soccorso il pilota, ed allora i due militari si recarono presso il quartier generale delle truppe tedesche a Tata, dove fu detto loro che un tenente pilota ungherese si trovava era in cura nell'ospedale da campo allestito nella locale scuola civile. Giunti lì, il medico di turno disse loro che il pilota doveva essere subito sottoposto ad una operazione chirurgica al fine di estrarre e le schegge dei proiettili di mitragliatrice. I due militari ungheresi riuscirono brevemente e vederlo, ed egli li riconobbe, chiedendo loro di informare i suoi genitori, ma dieci minuti dopo il medico li informò che Severényi era morto: la salma del pilota venne trasferita a Veszprém quella stessa notte, e il corpo fu tumulato con gli onori militari presso il cimitero cattolico accanto all'aeroporto.

### Annotazioni
1. ↑  Nove membri dell'equipaggio del bombardiere si lanciarono con il paracadute, mentre uno perì nell'azione.

### Fonti
1. 1 2 3 4 5 6 7 8 9 10 11 12 13 14  Pumaszallas.
2. ↑  Punka 2002, p. 89.
3. 1 2  Ciel de Gloire.
4. ↑  Findagrave.